# Frida Stolzenbach
Frida Luisa Stolzenbach geb. Erbe (* 7. Juni 1901 in Teveren; † 16. Januar 1975 in Berlin) war eine deutsche Funktionärin der Ost-CDU, Landtagsabgeordnete und Abgeordnete der Länderkammer der DDR.

## Leben
Als Tochter eines Oberzollsekretärs in Witzenhausen heiratete sie 1922 dort den Pfarrer Georg Rudolf Karl Wilhelm Stolzenbach (1895–1949), mit dem sie vier Kinder hatte. Als nach 1933 die faschistische Demagogie auch auf die Kirchen übergriff, trat sie mit ihrem Mann der Bekennenden Kirche bei. Es folgten Haussuchungen und Verhöre durch die Gestapo. Von 1937 an wirkte ihr Mann als Bekenntnispfarrer an der Magdeburger Pauluskirche. Nach seiner Inhaftierung übernahm sie die Gemeindearbeit. Während des Zweiten Weltkriegs erlebte sie die Bombennächte in Magdeburg, wurde ausgebombt und lernte mit ihren Kindern das Untermieterdasein jener Jahre kennen. Nach dem Krieg arbeitete sie am Neuaufbau der Kirchengemeinde und im Sozialausschuss der Stadtverwaltung. Sie gehörte 1945 zur Gründungsversammlung, die in Magdeburg die CDU ins Leben rief.
Bei der Landtagswahl in der Provinz Sachsen 1946 kandidierte sie nicht, rückte aber trotzdem am 8. April 1949 in den Landtag von Sachsen-Anhalt nach. Hintergrund war, dass der bisherige CDU-Abgeordnete August Jung unter Druck der SED sein Landtagsmandat niederlegen musste. Im Rahmen der Gleichschaltung des Landtags, war die Regelung eingeführt worden, dass der Nachrücker von den damaligen Unterzeichnern des Wahlvorschlages bestimmt werden sollte. Am 8. April 1949 wurde Frida Stolzenbach durch diese Regelung Landtagsabgeordnete.
Bei den Landtagswahlen in der DDR 1950, erhielt sie ein Mandat im Landtag Sachsen-Anhalts und wurde auf der Landtagssitzung vom 25. Februar 1950 als Vertreterin des Landes Sachsen-Anhalt in die provisorischen Länderkammer der DDR gewählt.
Seit mindestens 1951 war sie im „Deutschen Friedenskomitee“ engagiert und als Vorgängerin von Walter Bredendiek für den „Christlichen Arbeitskreis für den Frieden“ verantwortlich. In dieser Zeit bildeten sich die meisten Theologen-Arbeitsgemeinschaften in den Ländern der DDR in „Christliche Arbeitskreise für den Frieden“ um, die Vertreter in den Zentralen Arbeitskreis delegierten. Die politische und organisatorische Koordinierung erfolgte von einem Berliner Büro aus, das von Frida Stolzenbach geleitet wurde.
Sie nahm an der I. Allchristlichen Friedensversammlung (ACFV) 1961 und an der II. ACFV 1964 in Prag teil.
Zumindest um 1950 lebte sie in Magdeburg, vermutlich an der Adresse Gerhart-Hauptmann-Straße 64. Als Beruf gab sie 1950 Hausfrau an.
Frida Stolzenbach war von Oktober 1952 (6. Parteitag) bis September 1954 (7. Parteitag) Mitglied des Hauptvorstandes der CDU. Von Februar 1956 bis Februar 1960 war sie Vorsitzende der CDU-Ortsgruppe Berlin-Niederschöneweide und von Mai 1958 bis Juli 1962 Vorsitzende des CDU-Kreisverbandes Berlin-Treptow. Später wirkte sie als Mitglied der Frauenkommission beim Präsidium des Hauptvorstandes der CDU.
Frida Stolzenbach starb im Alter von 73 Jahren in Berlin und wurde auf dem Westfriedhof in Magdeburg beigesetzt.

## Auszeichnungen
- 1957 Ehrennadel des Demokratischen Frauenbundes Deutschlands in Bronze und 1964 in Gold
- 1957 Ehrennadel der Nationalen Front
- 1959 Verdienstmedaille der DDR
- 1960 Vaterländischer Verdienstorden in Bronze
- 1965 Clara-Zetkin-Medaille